# Muzeum Piwa w Poznaniu
Muzeum Piwa w Poznaniu – prywatne muzeum poświęcone piwu, piwowarstwu i birofilistyce zlokalizowane w Poznaniu, na Łazarzu, przy ul. Głogowskiej 115.

## Ekspozycja
Ekspozycja, zajmująca trzy pomieszczenia i otwarta 17 sierpnia 2018, oparta jest na zbiorach właściciela placówki, Macieja Łukaszczyka, który gromadził je od początku lat 90. XX wieku. Obejmuje przede wszystkim kufle, szklanki, pokale, otwieracze, nalewaki, popielniczki, puchary, statuetki, szyldy reklamowe (około trzysta sztuk), tablice, podkładki (tzw. „wafle” ), kapsle, porcelanki, skrzynki, weksle, akcje, papiery kaucyjne oraz inne przedmioty związane z piwem i piwowarstwem. Reprezentowane są głównie browary polskie (w tym poznańskie z historycznymi włącznie) i niemieckie, ale w zbiorach pozostają też eksponaty z Kresów Wschodnich (np. browary lwowskie), a także z Ziem Zachodnich, z okresu, kiedy te należały do Niemiec. Do najcenniejszych zgromadzonych przedmiotów należą: dokumenty akcyjne Browaru Grodziskiego, kufle z Browaru Huggerów w Poznaniu (obecnie Stary Browar) oraz reklama piwa okocimskiego z 1927 autorstwa Jerzego Kossaka. W muzeum prezentowana jest też najprawdopodobniej najstarsza w Polsce, oryginalna i nigdy nie otwarta butelka piwa okocimskiego z przełomu XIX i XX wieku.